# Попйолкі (Кольненський повіт)
Попйолкі (пол. Popiołki) — село в Польщі, у гміні Турошль Кольненського повіту Підляського воєводства.
Населення — 129 осіб (2011).
У 1975-1998 роках село належало до Ломжинського воєводства.

## Демографія
Демографічна структура станом на 31 березня 2011 року:
|          | Загалом | Допрацездатний вік | Працездатний вік | Постпрацездатний вік |
| -------- | ------- | ------------------ | ---------------- | -------------------- |
| Чоловіки | 71      | 15                 | 44               | 12                   |
| Жінки    | 58      | 10                 | 30               | 18                   |
| Разом    | 129     | 25                 | 74               | 30                   |